# 이즈라일 겔판트
이즈라일 모이세예비치 겔판트(러시아어: Изра́иль Моисе́евич Ге́льфанд, 우크라이나어: Ізраїль Мойсейович Гельфанд 이즈라일 모이세요비치 헬판드[*], 이디시어: ישראל געלפֿאַנד 이스로엘 겔판드, 1913년 9월 2일 ~ 2009년 10월 5일)은 소련의 수학자이다. 군론과 표현론, 함수해석학에 공헌하였다.

## 참고 문헌
- O’Connor, John J.; Robertson, Edmund F. “이즈라일 겔판트”. 《MacTutor History of Mathematics Archive》 (영어). 세인트앤드루스 대학교.
- “이즈라일 겔판트”. 《수학 계보 프로젝트》 (영어). 미국 수학회.
- “2005 Steel Prizes” (PDF). 《Notices of the American Mathematical Society》 (영어) 52 (4): 439–442. 2005년 4월.
- Retakh, Vladimir (2013년 1월). “Israel Moiseevich Gelfand, Part I” (PDF). 《Notices of the American Mathematical Society》 (영어) 60 (1): 24–49.
- Kochman, Marilyn (2003년 10월 5일). “In person; An equation for success” (영어). The New York Times.
- Chang, Kenneth (2009년 10월 8일). “Israel Gelfand, Math Giant, Dies at 96” (영어). The New York Times. A37면.
- Stewart, Ian (2009년 11월 8일). “Israel Gelfand obituary” (영어). The Guardian.
- “Israel Gelfand” (영어). The Daily Telegraph. 2009년 10월 26일. 2013년 4월 21일에 원본 문서에서 보존된 문서. 2013년 4월 3일에 확인함.